# Bulgarije op de Olympische Winterspelen 1984
Tijdens de Olympische Winterspelen van 1984, die in Sarajevo (Joegoslavië) werden gehouden, nam Bulgarije voor de elfde keer deel.

## Deelnemers en resultaten

### Alpineskiën
| Olympiër          | Discipline       | Resultaat | Prestatie                        |
| ----------------- | ---------------- | --------- | -------------------------------- |
| Mitko Chadzjiev   | reuzenslalom (m) | 31e       | 2.54,34 (+13,16) 1.27,50+1.26,84 |
| Mitko Chadzjiev   | slalom (m)       | dnf-1     | opgave run 1                     |
| Valentin Gitsjev  | reuzenslalom (m) | 28e       | 2.52,64 (+11,46) 1.26,12+1.26,52 |
| Valentin Gitsjev  | slalom (m)       | dq-2      | diskwalificatie run 2            |
| Borislav Kirjakov | reuzenslalom (m) | dnf-1     | opgave run 1                     |
| Borislav Kirjakov | slalom (m)       | 15e       | 1.50,24 (+10,83) 57,00+53,24     |
| Petar Popangelov  | reuzenslalom (m) | 21e       | 2.48,44 (+7,26) 1.24,83+1.23,61  |
| Petar Popangelov  | slalom (m)       | 6e        | 1.40,68 (+1,27) 52,40+48,28      |

### Biatlon
| Olympiër            | Discipline | Resultaat | Prestatie                                    |
| ------------------- | ---------- | --------- | -------------------------------------------- |
| Joeri Mitev         | 10 km (m)  | 31e       | 34.17,4 (+3.23,6) pen.: 1 (1 / 0)            |
| Joeri Mitev         | 20 km (m)  | 40e       | 1:24.05,4 (+12.12,7) pen.: 8 (1 / 2 / 2 / 3) |
| Vladimir Velitsjkov | 10 km (m)  | 14e       | 32.27,6 (+1.33,8) pen.: 0 (0 / 0)            |
| Vladimir Velitsjkov | 20 km (m)  | 13e       | 1:18.47,1 (+6.54,4) pen.: 5 (0 / 2 / 0 / 3)  |
| Spas Zlatev         | 10 km (m)  | 38e       | 34.51,2 (+3.57,4) pen.: 2 (1 / 1)            |
| Spas Zlatev         | 20 km (m)  | 27e       | 1:21.10,9 (+9.18,2) pen.: 5 (1 / 1 / 0 / 3)  |

### Kunstrijden
| Olympiër                        | Discipline | Resultaat | Prestatie                                                      |
| ------------------------------- | ---------- | --------- | -------------------------------------------------------------- |
| Christina Bojanova Javor Ivanov | ijsdansen  | 18e       | 36,0 punten (verpl. dans: 18 - org. dans: 18 - vrije dans: 18) |

### Langlaufen
| Olympiër                                                                 | Discipline            | Resultaat | Prestatie                                                   |
| ------------------------------------------------------------------------ | --------------------- | --------- | ----------------------------------------------------------- |
| Svetoslav Atanasov                                                       | 15 km (m)             | 51e       | 46.28,9 (+5.03,3)                                           |
| Svetoslav Atanasov                                                       | 30 km (m)             | 48e       | 1:39.25,8 (+10.29,5)                                        |
| Christo Barzanov                                                         | 30 km (m)             | 53e       | 1:41.39,9 (+12.43,6)                                        |
| Miloesj Ivantsjev                                                        | 15 km (m)             | 52e       | 46.30,1 (+5.04,5)                                           |
| Miloesj Ivantsjev                                                        | 30 km (m)             | 45e       | 1:39.16,4 (+10.20,1)                                        |
| Miloesj Ivantsjev                                                        | 50 km (m)             | 40e       | 2:32.15,9 (+16.20,1)                                        |
| Atanas Simidtsjiev                                                       | 15 km (m)             | 38e       | 45.17,0 (+3.51,4)                                           |
| Atanas Simidtsjiev                                                       | 50 km (m)             | dnf       | opgave                                                      |
| Svetoslav Atanasov Atanas Simidtsjiev Miloesj Ivantsjev Christo Barzanov | 4x10 km estafette (m) | 10e       | 2:03.17,6 (+8.11,3) (31.48,4 / 30.25,5 / 30.17,1 / 30.46,6) |

### Schansspringen
| Olympiër           | Discipline         | Resultaat | Prestatie                                         |
| ------------------ | ------------------ | --------- | ------------------------------------------------- |
| Valentin Bozjkov   | normale schans (m) | 37e       | 170,8 punten 89,7 p. (79,5 m) + 81,1 p. (76,0 m)  |
| Vladimir Brejtsjev | normale schans (m) | 19e       | 189,4 punten 89,3 p. (80,5 m) + 100,1 p. (86,0 m) |
| Vladimir Brejtsjev | grote schans (m)   | 42e       | 139,7 punten 64,2 p. (85,0 m) + 75,5 p. (92,0 m)  |
| Angel Stojanov     | normale schans (m) | 49e       | 157,2 punten 74,0 p. (72,5 m) + 83,2 p. (77,0 m)  |
| Angel Stojanov     | grote schans (m)   | 49e       | 108,5 punten 59,0 p. (82,0 m) + 49,5 p. (77,0 m)  |

Andorra · Argentinië · Australië · België · Bolivia · Bondsrepubliek Duitsland · Britse Maagdeneilanden · Bulgarije · Canada · Chili · China · Chinees Taipei · Costa Rica · Cyprus · Duitse Democratische Republiek · Egypte · Finland · Frankrijk · Griekenland · Groot-Brittannië · Hongarije · IJsland · Italië · Japan · Joegoslavië · Libanon · Liechtenstein · Marokko · Mexico · Monaco · Mongolië · Nederland · Nieuw-Zeeland · Noord-Korea · Noorwegen · Oostenrijk · Polen · Puerto Rico · Roemenië · San Marino · Senegal · Sovjet-Unie · Spanje · Tsjecho-Slowakije · Turkije · Verenigde Staten · Zuid-Korea · Zweden · Zwitserland